# Signum (wiskunde)

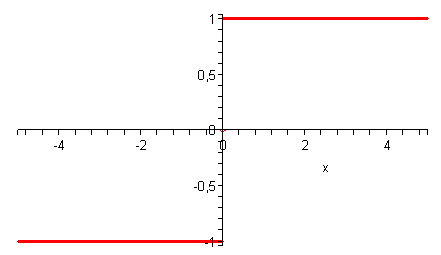
Grafiek van de signumfunctie (let op de nulwaarde in de oorsprong)

Het signum, als functie vaak aangeduid als sgn, is een eenvoudige wiskundige functie die, zoals de naam min of meer zegt, het teken van het argument aangeeft. Een negatief getal als argument heeft functiewaarde −1, een positief getal als argument heeft functiewaarde +1, argument 0 heeft functiewaarde 0.
Het gebruik van de functie signum maakt het in sommige gevallen mogelijk één uitdrukking te hanteren in plaats van de diverse gevallen te onderscheiden. In plaats van te schrijven:
{\displaystyle f(x)={\begin{cases}f_{\text{–}}(x)&{\mbox{als  }}x<0\\f_{\text{0}}(x)&{\mbox{als  }}x=0\\f_{\text{+}}(x)&{\mbox{als  }}x>0\end{cases}}}
kan volstaan worden met de uitdrukking:
{\displaystyle f(x)={\tfrac {1}{2}}(1-\operatorname {sgn}(x))|\operatorname {sgn}(x)|f_{\text{–}}(x)+}
{\displaystyle +(1-|\operatorname {sgn}(x)|)f_{\text{0}}(x)+}
{\displaystyle +{\tfrac {1}{2}}(1+\operatorname {sgn}(x))|\operatorname {sgn}(x)|f_{\text{+}}(x)}

## Eigenschappen
Elk reëel getal kan worden uitgedrukt als het product van de absolute waarde en de signumfunctie ervan:
{\displaystyle x=|x|\cdot \operatorname {sgn}(x)}
Voor {\displaystyle x\neq 0} geldt:
{\displaystyle \operatorname {sgn}(x)={\frac {x}{|x|}}={\frac {|x|}{x}}}
en dan dus ook:
{\displaystyle \operatorname {sgn}(x)={\frac {\sqrt {x^{2}}}{x}}}
Voor {\displaystyle x\neq 0} is de signumfunctie de afgeleide van de absolutewaardefunctie.
Voor alle reële waarden van {\displaystyle x\neq 0} is de signumfunctie differentieerbaar, met afgeleide 0.

## Voorbeeld

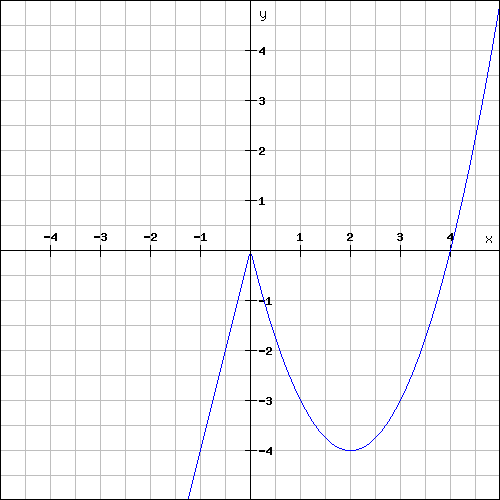
Grafiek van de functie

Een voorbeeld van het gebruik van het signum is de volgende functie (de grafiek ervan staat in de hiernaast staande figuur):
{\displaystyle f(x)=h_{1}(x)\cdot h_{2}(x)-2\operatorname {sgn}(x)-2}
met:
{\displaystyle h_{1}(x)=(-\operatorname {sgn}(x)+x-1)^{0{,}5\cdot \operatorname {sgn}(x)+1{,}5}}
{\displaystyle h_{2}(x)=2{,}5-1{,}5\cdot \operatorname {sgn}(x)}
Subsitutie van {\displaystyle x=0} in de functie {\displaystyle h_{1}} geeft:
{\displaystyle h_{1}(0)=(-\operatorname {sgn}(0)+0-1)^{{\frac {1}{2}}\operatorname {sgn}(0)+{\frac {3}{2}}}=(-1)^{\frac {3}{2}}}
Deze laatste uitdrukking heeft geen reële waarde. De functie  {\displaystyle f} bestaat daarmee niet voor {\displaystyle x=0}.
Deze functie kan ook beschreven worden met het voorschrift:
{\displaystyle f(x)={\begin{cases}4x&{\mbox{als  }}x<0\\(x-2)^{2}-4&{\mbox{als  }}x>0\end{cases}}}
Hierna volgt de afleiding daarvan.

### Afleiding
Allereerst is:
- {\displaystyle -\operatorname {sgn}(x)+x-1=x-0\quad } voor {\displaystyle x<0}

{\displaystyle -\operatorname {sgn}(x)+x-1=x-2\quad } voor {\displaystyle x>0}
- {\displaystyle 0{,}5\cdot \operatorname {sgn}(x)+1{,}5=1\quad } voor {\displaystyle x<0}

{\displaystyle 0{,}5\cdot \operatorname {sgn}(x)+1{,}5=2\quad } voor {\displaystyle x>0}
- {\displaystyle 2{,}5-1{,}5\cdot \operatorname {sgn}(x)=4\quad } voor {\displaystyle x<0}

{\displaystyle 2{,}5-1{,}5\cdot \operatorname {sgn}(x)=1\quad } voor {\displaystyle x>0}
- {\displaystyle 2\cdot \operatorname {sgn}(x)=-2\quad } voor {\displaystyle x<0}

{\displaystyle 2\cdot \operatorname {sgn}(x)=2\quad } voor {\displaystyle x>0}
Het functievoorschrift kan hiermee nu worden geïnterpreteerd als:
- {\displaystyle f(x)=(x-{\mbox{(0 of 2)}})^{\mbox{(1 of 2)}}\cdot ({\mbox{4 of 1}})-{\mbox{(−2 of 2)}}-2}

Als {\displaystyle x} negatief is, geldt:
{\displaystyle f(x)=(x-0)^{1}\cdot 4+2-2=x\cdot 4}
Is {\displaystyle x} positief, dan is:
{\displaystyle f(x)=(x-2)^{2}\cdot 1-2-2=(x-2)^{2}-4}
Dus is het voorschrift van {\displaystyle f} inderdaad te schrijven als:
{\displaystyle f(x)={\begin{cases}4x&{\mbox{als  }}x<0\\(x-2)^{2}-4&{\mbox{als  }}x>0\end{cases}}}
Verder is, en zie ook de grafiek van {\displaystyle f} hierboven:
{\displaystyle \lim _{x\uparrow 0}f(x)=(1+0-1)^{1}\cdot (2{,}5+1{,}5)+2-2=0}
{\displaystyle \lim _{x\downarrow 0}f(x)=(-1+0-1)^{2}\cdot (2{,}5-1{,}5)-2-2=0}
Daarmee kan dan de functie {\displaystyle f} voor {\displaystyle x=0} continu gemaakt worden door te definiëren:
{\displaystyle f(0)=0}
De continumakende waarde voor {\displaystyle x=0} is dus gelijk aan {\displaystyle 0}. Hier is er dus sprake van ophefbare discontinuïteit.

## Toepassing

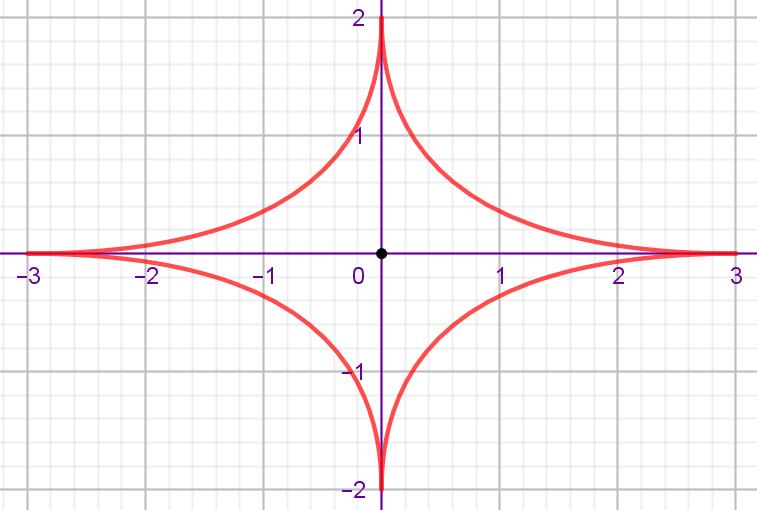
Kromme van Lamé met

Een lid van de familie krommen van Lamé (de zogenoemde superellipsen) wordt in een cartesisch coördinatenstelsel gedefinieerd door:
{\displaystyle \left|{\frac {x}{a}}\right|^{k}+\left|{\frac {y}{b}}\right|^{k}=1\quad } met {\displaystyle k={\tfrac {1}{2}}} en {\displaystyle a,b>0}
Deze kromme is, evenals een ellips die met {\displaystyle k=2} ook tot die familie behoort, symmetrisch in de x- en de y-as. Met {\displaystyle a=3,b=2} is de lengte van de grote as gelijk aan 6; die van de kleine as is 4.
Wordt deze vergelijking geschreven als:
{\displaystyle \left(\left|{\frac {x}{3}}\right|^{\frac {1}{4}}\right)^{\!2}+\left(\left|{\frac {y}{2}}\right|^{\frac {1}{4}}\right)^{\!2}=1}
dan ligt het, ten behoeve van een parametervergelijking met de parameter {\displaystyle t\in [0,2\pi ]}, voor de hand te stellen:
{\displaystyle {\begin{cases}\left|{\frac {x}{3}}\right|^{\frac {1}{4}}=\cos(t)\\\left|{\frac {y}{2}}\right|^{\frac {1}{4}}=\sin(t)\end{cases}}\quad } of {\displaystyle \quad {\begin{cases}\left|x\right|=3\cos ^{4}(t)\\\left|y\right|=2\sin ^{4}(t)\end{cases}}}
Met de signumfunctie zijn beide laatste relaties dan te schrijven als:
{\displaystyle {\begin{cases}x=3\cos ^{4}(t)\cdot \operatorname {sgn}(\cos(t))\\y=2\sin ^{4}(t)\cdot \operatorname {sgn}(\sin(t))\end{cases}}}